# Wenceslao Díaz Colodrero
Wenceslao Díaz Colodrero Anzoátegui (Ciudad de Corrientes, 1826-ibídem, 7 de marzo de 1876) fue un abogado y político argentino. Se desempeñó como senador nacional por la provincia de Corrientes y presidente provisional del Senado hasta su fallecimiento.

## Biografía
Nacido en 1826 en la ciudad de Corrientes, hijo de Pedro Díaz Colodrero y Josefa Anzoátegui, estudió en la Universidad Nacional de Córdoba, graduándose como doctor en jurisprudencia en 1854.
Estuvo casado con Josefina Derqui, hija del presidente de la Confederación Argentina Santiago Derqui.
En 1855 fue diputado nacional suplente por la provincia de Corrientes al Congreso de la Confederación Argentina, en la ciudad de Paraná.
Fue ministro de gobierno del gobernador correntino Juan Gregorio Pujol entre 1852 y 1858, cuando fue elegido diputado nacional en el Congreso de Paraná hasta 1861. Posteriormente fue ministro de los gobernadores José Manuel Pampín (1861-1862) y Evaristo López, entre 1866 y 1868.
En 1868 fue nombrado senador nacional por Corrientes, desempeñándose también como presidente provisional del Senado de la Nación.
No pudo finalizar su periodo como senador (que se extendía hasta 1877), al fallecer en marzo de 1876 a los 50 años. Fue sucedido por Miguel Victorio Gelabert.